# Ширня
Ширня (рум. Șirnea) — село у повіті Брашов в Румунії. Входить до складу комуни Фундата.
Село розташоване на відстані 132 км на північний захід від Бухареста, 34 км на південний захід від Брашова.

## Населення
За даними перепису населення 2002 року у селі проживали 349 осіб, з них 348 осіб (99,7%) румунів. Рідною мовою 348 осіб (99,7%) назвали румунську.